# そんな家族なら捨てちゃえば?
『そんな家族なら捨てちゃえば？』（そんなかぞくならすてちゃえば）は、村山渉による日本の漫画作品。『コミックトレイル』（芳文社）にて2021年2月12日より連載中。2024年7月時点で電子書籍を含む累計発行部数が100万部を突破している。
2024年7月より、関西テレビにてテレビドラマが放送された。

## 登場人物
篠谷 令太郎（しのや れいたろう）
本作の主人公。家では妻と娘から無視されている。謎解きをSNSに投稿することが趣味。
篠谷 和美（しのや かずみ）
令太郎の妻。思い込みが激しい。実家には父親と姉の昭美が住んでいる。
篠谷 一花（しのや いちか）
令太郎と和美の娘。真面目で冷静な性格。
倉敷 沙耶子（くらしき さやこ）
令太郎のことが心配な女性。シングルマザー。
荻野 慎也（おぎの しんや）
一花の担任。亡くなった姉・麻耶が生前に教師を志していたため、姉の遺志を継いで教師となった。自分の言動と思考を正当化して生徒を巧みに信じさせている。
和美に接近して親しくしていたことから不倫を疑われる。和美を自分の思い通りに関係を持たせようと自宅に呼んだが、和美からきっぱり拒絶された直後に和美の面前で果物用包丁で自殺未遂騒動を起こし入院する。
倉敷 光（くらしき ひかり）
一花のクラスメイト。沙耶子の一人息子。
大野 優菜（おおの ゆな）
一花のクラスメイト。容姿は可愛い。光のことが気になる。
宮岡 美海（みやおか よしみ）
一花のクラスメイト。優菜の友人。
岩本 麗佳（いわもと れいか）
一花のクラスメイト。優菜の友人。
熊沢 望（くまざわ のぞみ）
新任教師。大学と学部とゼミが同じ荻野の後輩。荻野と彼の亡くなった姉・麻耶とも親しい。和美の前で自殺未遂を起こして入院した荻野の代理として担任を務める。身なりは女性に見えるが、実は男性で、男口調で丁寧に話す。軽蔑的な言動に嫌悪感を抱く。

## 書誌情報
- 村山渉『そんな家族なら捨てちゃえば？』芳文社〈芳文社コミックス〉、既刊13巻（2025年7月14日現在）
  1. 2021年7月15日発売[6][7]、ISBN 978-4-8322-3844-2
  2. 2021年11月16日発売[7]、ISBN 978-4-8322-3873-2
  3. 2022年3月16日発売[7]、ISBN 978-4-8322-3904-3
  4. 2022年7月14日発売[7]、ISBN 978-4-8322-3931-9
  5. 2022年11月16日発売[7]、ISBN 978-4-8322-3954-8
  6. 2023年3月16日発売[7]、ISBN 978-4-8322-3978-4
  7. 2023年7月13日発売[7]、ISBN 978-4-8322-0310-5
  8. 2023年11月16日発売[7]、ISBN 978-4-8322-0341-9
  9. 2024年3月14日発売[7]、ISBN 978-4-8322-0380-8
  10. 2024年7月16日発売[7]、ISBN 978-4-8322-0415-7
  11. 2024年11月15日発売[7]、ISBN 978-4-8322-0455-3
  12. 2025年3月14日発売[7]、ISBN 978-4-8322-0487-4
  13. 2025年7月14日発売[7]、ISBN 978-4-8322-0525-3

## テレビドラマ
2024年7月19日（18日深夜）から10月4日（3日深夜）まで関西テレビの「EDGE」枠（関西ローカル）で放送された。主演は岩本蓮加（乃木坂46）と竹財輝之助。

### キャスト

#### 主要人物
篠谷一花〈17〉
演 - 岩本蓮加（乃木坂46）
高校三年生。
篠谷令太郎〈43〉
演 - 竹財輝之助
一花の父。フリーランスのプログラマー。
篠谷和美〈40〉
演 - 片山萌美
一花の母。

#### 倉敷家
倉敷光〈17〉
演 - 田中洸希（SUPER★DRAGON）
一花のクラスメイト。母のある事情で、都会から一花のクラスに転校してきた。バイトは居酒屋。
倉敷沙耶子〈37〉
演 - 水崎綾女
光の母。シングルマザー。スーパーで勤務。令太郎の相談相手。

#### 荻野家
荻野慎也〈39〉
演 - SWAY（劇団EXILE）
一花たちの高校の担任。化学の教師。
荻野琴葉〈17〉
演 - 森日菜美
一花のクラスメイト。クラスの中心的存在。ドラマオリジナルキャラクター。

#### その他
大輝〈17〉
演 - こたつ（フォーエイト48）
一花のクラスメイト。男子グループの中心的存在。「悪ふざけ」が好き。
美優〈17〉
演 - あみか（フォーエイト48）
一花のクラスメイト。琴葉と仲が良い。

### スタッフ
- 原作 - 村山渉『そんな家族なら捨てちゃえば？』（芳文社）[2]
- 脚本 - 金沢知樹、萩森淳、長花枝薪、寺坂尚呂己、高橋秀斗[2]
- 音楽 - 濱田貴司
- 主題歌 - Penthouse「花束のような人生を君に」（ビクターエンタテインメント）[8]
- 演出 - 田中耕司（関西テレビ）、大山晃一郎、竹中貞人（AOI biotope）[2]
- プロデューサー - 田中耕司（関西テレビ）、植木さくら（AOI Pro.）[2]
- 協力プロデューサー - 長汐祐人（AOI Pro.）[2]
- エグゼクティブプロデューサー - 吉條英希（関西テレビ）[2]
- 制作著作 - 関西テレビ[2]
- 制作協力 - AOI Pro.[2]

### 放送日程
| 話数   | 放送日   | サブタイトル                       | 脚本     | 演出     |
| ------ | -------- | ---------------------------------- | -------- | -------- |
| 第1話  | 07月19日 | テープで分断された家族             | 金沢知樹 | 田中耕司 |
| 第2話  | 07月26日 | テープを越える日                   |          |          |
| 第3話  | 08月16日 | みんなでご飯を食べたい             |          |          |
| 第4話  | 08月23日 | 抱かれたい人たち                   |          |          |
| 第5話  | 08月30日 | 第1章ラスト!家族の秘密、娘にバレる |          |          |
| 第6話  | 09月06日 | 第2章開幕!家族って何なの?          |          |          |
| 第7話  | 09月13日 | 死んでも言えないこと               |          |          |
| 第8話  | 09月20日 | 事件の真相                         |          |          |
| 第9話  | 09月27日 | 不倫夫が語る真実                   |          |          |
| 最終話 | 10月04日 | 決着                               |          |          |

- 第2話は前日放送の『FNN Live News α』拡大放送（23:50 - 翌0:30）のため、5分繰り下げられ、0時30分 - 1時に放送された。
- 8月2日は前日放送の『パリオリンピック 柔道女子78kg級・男子100kg級決勝』中継（23時40分 - 翌2時）のため休止。
- 8月9日は前日放送の『パリオリンピック ゴルフ女子第2ラウンド』中継（22時40分 - 翌1時）のため休止。
- 最終話は前日放送の『映画「ドラゴンボール超スーパーヒーロー」ドラゴンボールDAIMA放送記念』（21時 - 23時8分）に伴う特別編成の関係で20分繰り下げられ、0時45分 - 1時15分に放送された。

| 関西テレビ EDGE                                                 | 関西テレビ EDGE                                         | 関西テレビ EDGE                                    |
| 前番組                                                          | 番組名                                                  | 次番組                                             |
| --------------------------------------------------------------- | ------------------------------------------------------- | -------------------------------------------------- |
| 社内処刑人 〜彼女は敵を消していく〜 （2024年4月19日 - 6月21日） | そんな家族なら捨てちゃえば? （2024年7月19日 - 10月4日） | デスゲームで待ってる （2024年10月25日 - 12月27日） |